# Late Night with the Devil
Late Night With the Devil - In onda con il diavolo (Late Night With the Devil) è un film del 2023 scritto, diretto e montato da Cameron e Colin Cairnes.

## Trama
Un documentario introduce gli eventi inspiegabili avvenuti nella notte di Halloween del 1977, durante la trasmissione di un episodio della sesta stagione del popolare programma televisivo notturno in diretta Night Owls condotto da Jack Delroy. Il presentatore, che si riteneva far visite regolari a The Grove, un esclusivo e segretissimo campeggio per uomini ricchi e potenti con presunti legami con l'occulto, all'epoca dei fatti aveva da poco perso la moglie Madeleine per un cancro ai polmoni e, per questo, aveva sospeso la produzione del programma; nel tentativo di aumentare gli ascolti dello show ormai in declino, Delroy aveva deciso di realizzare uno speciale a tema occulto da mandare in onda il 31 ottobre 1977. Alla trasmissione erano stati invitati come ospiti il sensitivo e medium Christou, l'autrice e parapsicologa June Ross-Mitchell accompagnata dalla paziente Lilly, unica sopravvissuta a un suicidio di massa di una setta che adorava il demone Abraxas, e lo scettico ex mago Carmichael Haig, disposto a dare 100.000$ a chiunque dimostri di possedere poteri psichici.
Il primo ospite, Christou, viene contattato, tra gli altri, dallo spirito di una donna di nome "Minnie", che Jack rivela essere il soprannome che egli dava in privato a sua moglie Madeleine, e poi inizia a sentirsi male. Interviene tuttavia Haig, il quale ha scoperto che l'assistente del medium aveva indagato sul passato del presentatore prima dello show; a quel punto Christou inizia a vomitare un liquido nero e viene portato via, morendo durante il trasporto in ospedale. 
Successivamente June, pressata da Jack, induce Lilly a evocare il demone che la possiede, "Mr. Guizzo": la giovane cambia voce e colore degli occhi, le si formano ferite in volto, levita sulla sua sedia, provoca il caos con l'elettricità e stuzzica Jack accusandolo di essere felice della morte di Madeleine perché June è la sua amante, sostenendo di averlo già incontrato "sotto gli alti alberi". Carmichael accusa June di aver ipnotizzato tutti nello studio e, per dimostrarlo, ricrea la scena con l'assistente di Jack, Gus McConnell: questi pare espellere dei vermi dal suo corpo, creati in realtà dalla maestria di Carmichael. Quando però vengono riavvolte le registrazioni, mentre quella di Carmichael appare in effetti come un'allucinazione collettiva, i fenomeni soprannaturali durante l'evocazione di June rimangono nella riproduzione registrata; Jack rimane inoltre sconvolto nel vedere il fantasma di Madeleine incombere su di lui. 
Poco dopo, Lilly viene nuovamente posseduta e uccide brutalmente Gus, June (che tenta invano di placare Mr. Guizzo) e Carmichael, che pur di salvarsi le offre dei soldi; viene poi rivelato che Jack ha un legame con Mr. Guizzo, avendolo incontrato durante una cerimonia a The Grove. Il conduttore tenta di fuggire, ma viene trasportato in una versione infernale del suo show e poi al capezzale della moglie morente, del cui cancro è responsabile, avendo offerto al demone l'anima della donna in cambio del successo di Night Owls. Madeleine lo supplica di porre fine alla sua sofferenza e Jack la colpisce col pugnale rituale portato da June, salvo poi rendersi conto di aver ucciso Lilly. Rimasto il solo in vita, Jack osserva i corpi di Gus e dei suoi ospiti morti, mentre le sirene della polizia si avvicinano.

## Produzione
Nel febbraio 2022 è stato annunciato che i fratelli Cairnes avrebbero diretto un film horror "found footage" e nel giugno dello stesso anno David Dastmalchian si è unito al cast.

## Promozione
Il primo trailer del film è stato diffuso l'8 febbraio 2024.

## Distribuzione
Il film è stato presentato in anteprima mondiale al South by Southwest il 10 marzo 2023. La distribuzione nelle sale statunitensi è prevista per il 22 marzo 2024. In Italia è stato distribuito direttamente in streaming, sulla piattaforma Prime Video nel mese di Novembre dello stesso anno.

## Accoglienza

### Incassi
Il film ha incassato 2.8 milioni di dollari nel suo weekend di apertura, con il peculiare numero di 666666 $ nella sua prima domenica negli Usa, stabilendo il nuovo record come miglior fine settimana di apertura per un'uscita di IFC Films, superando gli 826700 $ ottenuti da Watcher nel 2022. 
L'incasso totale è di 15453763 $, di cui 10001000 $ nel mercato nordamericano.

### Critica
Il film è stato accolto molto positivamente dalla critica. L'aggregatore di recensioni Rotten Tomatoes riporta il 97% di recensioni positive, con un punteggio medio di 7.8 su 10 basato su 229 critiche; su Metacritic il voto medio di 22 critici è 72/100.